# Africactenus simoni
Africactenus simoni là một loài nhện trong họ Ctenidae.
Loài này thuộc chi Africactenus. Africactenus simoni được Hyatt miêu tả năm 1954.